# 上越あるるん村
上越あるるん村（じょうえつあるるんむら）は、新潟県上越市大道福田にある、食と農をテーマにした複合施設。JAえちご上越が運営している。
12,260 ㎡の敷地に設けられた、農産物直売所「あるるん畑」、レストラン兼農産物の加工施設「あるるんの杜」（あるるんのもり）、鮮魚売り場「あるるんの海」の3施設で構成される。
あるるん畑内には「農家レストランおかげさま」、あるるんの杜内にはビュッフェレストラン「六花の里」（りっかのさと）、あるるんの海内には「港食堂」が設けられている。

## 沿革
2006年4月、上越市大道福田にJAえちご上越が運営する農産物直売所「あるるん畑」がオープン。当初は地元農家約250人が約260 ㎡の売り場に持ち込む形でスタート。その後農家数が増え、倍以上の売り場に拡張された。
一方、2016年7月には約300 m南にレストランを併設する地産地消複合直売施設「あるるんの杜」がオープン。ビュッフェ形式のレストラン「六花の里」では上越教育大学の学生や教授が開発したメニューが朝食に採用された。
拡張したあるるん畑であったが、それでもなお手狭な状態が続いていたことから、運営の効率化、買い物のワンストップ化による来店者増も図り、あるるんの杜の敷地への集約と新施設建設が決定。2018年4月、既存の「あるるんの杜」と移転新築した「あるるん畑」、新設された「あるるんの海」からなるテーマパーク「上越あるるん村」としてオープンした。

## 交通アクセス
- 北陸自動車道 上越ICおよび上新バイパス 三田ICからすぐの立地であり、周辺にはイオン上越店やリージョンプラザ上越、上越総合病院など商業施設・公共施設が集積する。
- 最寄りバス停は徒歩約2分の場所にある 「上越総合病院」または「あるるん畑前」で、頸城自動車の以下の路線が利用できる[8]。
  - 6 富岡線（直江津駅・高田駅発着）　※上越総合病院のみ停車
  - 11 謙信公大通り循環線（春日山駅発着、平日限定運行）
  - 12 上越病院線（直江津駅発着、平日・土曜限定運行）
  - 13 春日山駅・アルカディアシャトル便（春日山駅発着、土休日限定運行）
  - 14 謙信公大通り線（直江津ショッピングセンター前発着、平日限定運行、本数僅か）